# Barbara Salmská
Barbara Salmská (francouzsky: Barbe de SalmI; 1570–1611)  byla německo-římská panovnice jako kněžna abatyše z Císařského opatství Remiremont ve Francii.
Byla vybrána svou předchůdkyní v roce 1579 po nátlaku lotrinského vévody. Když se v roce 1580 stala kněžnou abatyší, byla vyslýchána kanovnicemi, které místo toho zvolily Huberte de Chastenay. Papež však dal za pravdu Barbaře, které se podařilo vybudovat dobrý vztah se členy kapituly.